# Mostapha Al-Turk
Mostapha Al-Turk (Beirut, el 14 de julio de 1973) es un artista marcial mixto británico. Al-Turk entrenó con el equipo London Shootfighters durante más de diez años llegando a proclamarse campeón británico de los pesos pesados de Cage Rage Championships.

## Carrera de artes marciales mixtas

### XFC y Cage Rage
Comienza su andadura en la promoción inglesa Xtreme Fighting Championship participando en los dos únicos eventos que organizaría dicha promoción donde cosechó dos derrotas en sus dos combates disputados.
Un año después regresaría debutando en la promoción también inglesa Cage Rage Championships ganando sus tres primeros combates lo que le llevó a luchar por el campeonato británico de pesos pesados donde perdería frente a Tengiz Tedoradze pero tan solo una victoria después volvería a tener la oportunidad de luchar por el título esta vez venciendo a James McSweeney proclamándose como el último campeón del campeonato británico de pesos pesados de Cage Rage Championships.

### Ultimate Fighting Championship
Avalado con su título de campeón británico de peso pesado de Cage Rage Championships logra firmar un contrato de cuatro combates con UFC. Su debut llegaría en UFC 92 el 27 de diciembre de 2008, Al-Turk perdió ante el kickboxer francés Cheick Kongo por TKO. Durante el combate Kongo termina abriendo un gran corte sobre el ojo de Al-Turk y el árbitro Steve Mazzagatti detuvo la pelea a los 4:37 minutos del primer asalto.
En su siguiente combate en UFC 99 perdió frente a Mirko "Cro Cop" por nocaut técnico. Hubo cierta polémica en torno al desenlace de este combate puesto que "Cro Cop" había metido el dedo en el ojo a Al-Turk pero ni el árbitro Dan Mirgliotta ni su rival se dieron cuenta de que el dedo había impactado en el ojo. Tras perder el combate, Al-Turk dijo que iba a solicitar que le dieran el combate por perdido a Mirko "Cro Cop" pero la organización terminó desestimando su apelación.
En su tercer combate Al-Turk esperaba enfrentarse al recién llegado a UFC Rolles Gracie el 6 de febrero de 2010 en UFC 109 pero el combate no se llegaría a disputar debido a problemas de visado.
Finalmente se organiza un combate contra Jon Madsen en UFC 112 donde Al-Turk perdió nuevamente esta vez por decisión unánime (29-28, 29-28, 29-28). Esta derrota dejó su récord en 6-6 y tras estas tres últimas derrotas consecutivas con actuaciones decepcionantes su contrato fue cortado por parte de UFC sin llegar a disputar el último combate que le correspondía.

## Campeonatos y logros
- Cage Rage Championships
  - Campeón Británico de Peso Pesado (Una vez, último)

## Récord en artes marciales mixtas
| Resultado | Récord | Oponente             | Método             | Evento                                | Fecha                    | Ronda | Tiempo | Localización                      | Notas                                                 |
| --------- | ------ | -------------------- | ------------------ | ------------------------------------- | ------------------------ | ----- | ------ | --------------------------------- | ----------------------------------------------------- |
| Derrota   | 6–6    | Jon Madsen           | Decisión (unánime) | UFC 112                               | 10 de abril de 2010      | 3     | 5:00   | Abu Dhabi, Emiratos Árabes Unidos |                                                       |
| Derrota   | 6–5    | Mirko Filipović      | TKO (golpes)       | UFC 99                                | 13 de junio de 2009      | 1     | 3:06   | Colonia, Alemania                 |                                                       |
| Derrota   | 6–4    | Cheick Kongo         | TKO (golpes)       | UFC 92                                | 27 de diciembre de 2008  | 1     | 4:37   | Las Vegas, Nevada                 |                                                       |
| Victoria  | 6–3    | James McSweeney      | TKO (golpes)       | Cage Rage 27                          | 12 de julio de 2008      | 1     | 2:06   | Londres, Inglaterra               | Campeón Británico de Peso Pesado Cage Rage.           |
| Victoria  | 5–3    | Gary Turner          | Sumisión (golpes)  | Cage Rage 25                          | 8 de marzo de 2008       | 1     | 3:19   | Londres, Inglaterra               |                                                       |
| Derrota   | 4–3    | Tengiz Tedoradze     | Decisión (unánime) | Cage Rage 23                          | 22 de septiembre de 2007 | 3     | 5:00   | Londres, Inglaterra               | Por el Campeonato Británico de Peso Pesado Cage Rage. |
| Victoria  | 4–2    | Mark Kerr            | Sumisión (golpes)  | Cage Rage 20                          | 10 de febrero de 2007    | 1     | 2:29   | Londres, Inglaterra               |                                                       |
| Victoria  | 3–2    | Sentoryū Henri       | TKO (golpes)       | Cage Rage 18                          | 30 de septiembre de 2006 | 1     | 0:56   | Londres, Inglaterra               |                                                       |
| Victoria  | 2–2    | Martin Thompson      | TKO (golpes)       | Cage Rage 16                          | 22 de abril de 2006      | 1     | 3:02   | Londres, Inglaterra               |                                                       |
| Victoria  | 1–2    | Fereidoun Naghizadeh | TKO (golpes)       | Cage Rage 9                           | 27 de noviembre de 2004  | 1     | 2:25   | Londres, Inglaterra               |                                                       |
| Derrota   | 0–2    | Kassim Annan         | Sumisión (armbar)  | XFC 2: The Perfect Storm              | 9 de noviembre de 2003   | 1     | N/A    | Cornualles, Inglaterra            |                                                       |
| Derrota   | 0–1    | Mike Ward            | TKO (golpes)       | XFC 1: Xtreme Fighting Championship 1 | 3 de marzo de 2002       | 1     | 1:00   | Cornualles, Inglaterra            |                                                       |